# Club Esportiu Arenys de Munt
Il Club Esportiu Arenys de Munt è un club di hockey su pista avente sede a Arenys de Munt in Spagna.